# Igirklanceng
Igirklanceng is een bestuurslaag in het regentschap Brebes van de provincie Midden-Java, Indonesië. Igirklanceng telt 2466 inwoners (volkstelling 2010).